# Championnat de La Réunion des rallyes
Le championnat de La Réunion des rallyes est une compétition automobile française organisée chaque année sur l'île de La Réunion, département d'outre-mer dans le sud-ouest de l'océan Indien. Le tour auto de La Réunion est une épreuve de ce championnat.